# Giordano Piccinotti
Giordano Piccinotti (Manerbio, 23 febbraio 1975) è un arcivescovo cattolico italiano, dal 2 ottobre 2023 al 21 aprile 2025 presidente dell'Amministrazione del patrimonio della Sede Apostolica, dal 15 novembre 2023 al 21 aprile 2025 presidente del Consiglio di amministrazione della Fondazione per la sanità cattolica e dal 31 gennaio 2024 arcivescovo titolare di Gradisca.

## Biografia
È nato a Manerbio, in provincia e diocesi di Brescia, il 23 febbraio 1975.

### Formazione e ministero sacerdotale
Entrato nella società salesiana di San Giovanni Bosco, ha compiuto il noviziato a Pinerolo dal 1997 al 1998. Ha emesso la professione temporanea l'8 settembre 1998 e quella permanente il 12 settembre 2004.
Il 17 giugno 2006 è stato ordinato presbitero, nella chiesa di San Giovanni Bosco a Brescia, da Francesco Beschi, vescovo ausiliare di Brescia.
Dopo ulteriori studi, ha conseguito la licenza in teologia spirituale presso l'Università Pontificia Salesiana di Roma.
Dopo l'ordinazione, ha diretto la Fondazione Opera Don Bosco nel Mondo di Lugano e la Fondazione Opera Don Bosco di Milano ed è stato in seguito tesoriere del consiglio di amministrazione dell'organizzazione non governativa Volontariato Internazionale per lo Sviluppo (VIS). È stato anche membro del comitato consultivo della Fondazione Don Bosco nel Mondo a Schaan.
Papa Francesco lo ha nominato sottosegretario dell'Amministrazione del patrimonio della Sede Apostolica il 6 gennaio 2023 e infine presidente il 2 ottobre dello stesso anno. Il 15 novembre 2023 papa Francesco lo ha nominato anche presidente del Consiglio di amministrazione della Fondazione per la sanità cattolica. Decade da ambedue gli incarichi il 21 aprile 2025, con la morte del Pontefice.

### Ministero episcopale
Il 31 gennaio 2024 papa Francesco lo ha elevato alla dignità episcopale, nominandolo arcivescovo titolare di Gradisca. Il 20 aprile successivo ha ricevuto l'ordinazione episcopale, con il cardinale Ángel Fernández Artime, nella basilica di Santa Maria Maggiore, dal cardinale Emil Paul Tscherrig, già nunzio apostolico in Italia e San Marino, co-consacranti il cardinale Cristóbal López Romero, arcivescovo di Rabat, e Lucas Van Looy, vescovo emerito di Gand.

## Genealogia episcopale
La genealogia episcopale è:
- Cardinale Scipione Rebiba
- Cardinale Giulio Antonio Santori
- Cardinale Girolamo Bernerio, O.P.
- Arcivescovo Galeazzo Sanvitale
- Cardinale Ludovico Ludovisi
- Cardinale Luigi Caetani
- Cardinale Ulderico Carpegna
- Cardinale Paluzzo Paluzzi Altieri degli Albertoni
- Papa Benedetto XIII
- Papa Benedetto XIV
- Papa Clemente XIII
- Cardinale Marcantonio Colonna
- Cardinale Giacinto Sigismondo Gerdil, B.
- Cardinale Giulio Maria della Somaglia
- Cardinale Carlo Odescalchi, S.I.
- Vescovo Eugène de Mazenod, O.M.I.
- Cardinale Joseph Hippolyte Guibert, O.M.I.
- Cardinale François-Marie-Benjamin Richard
- Cardinale Pietro Gasparri
- Cardinale Clemente Micara
- Cardinale Antonio Samorè
- Cardinale Angelo Sodano
- Cardinale Emil Paul Tscherrig
- Arcivescovo Giordano Piccinotti, S.D.B.